# Eiji Toyoda
Eiji Toyoda (jap. 豊田 英二 Toyoda Eiji; ur. 12 września 1913 w Nagoi, zm. 17 września 2013 w Toyota) – japoński przemysłowiec i wieloletni prezes koncernu Toyota Motor Corporation.

## Śmierć
Pięć dni po swoich setnych urodzinach Toyoda zmarł 17 września 2013 roku na niewydolność serca w szpitalu Toyota Memorial Hospital.